# Schnidejoch

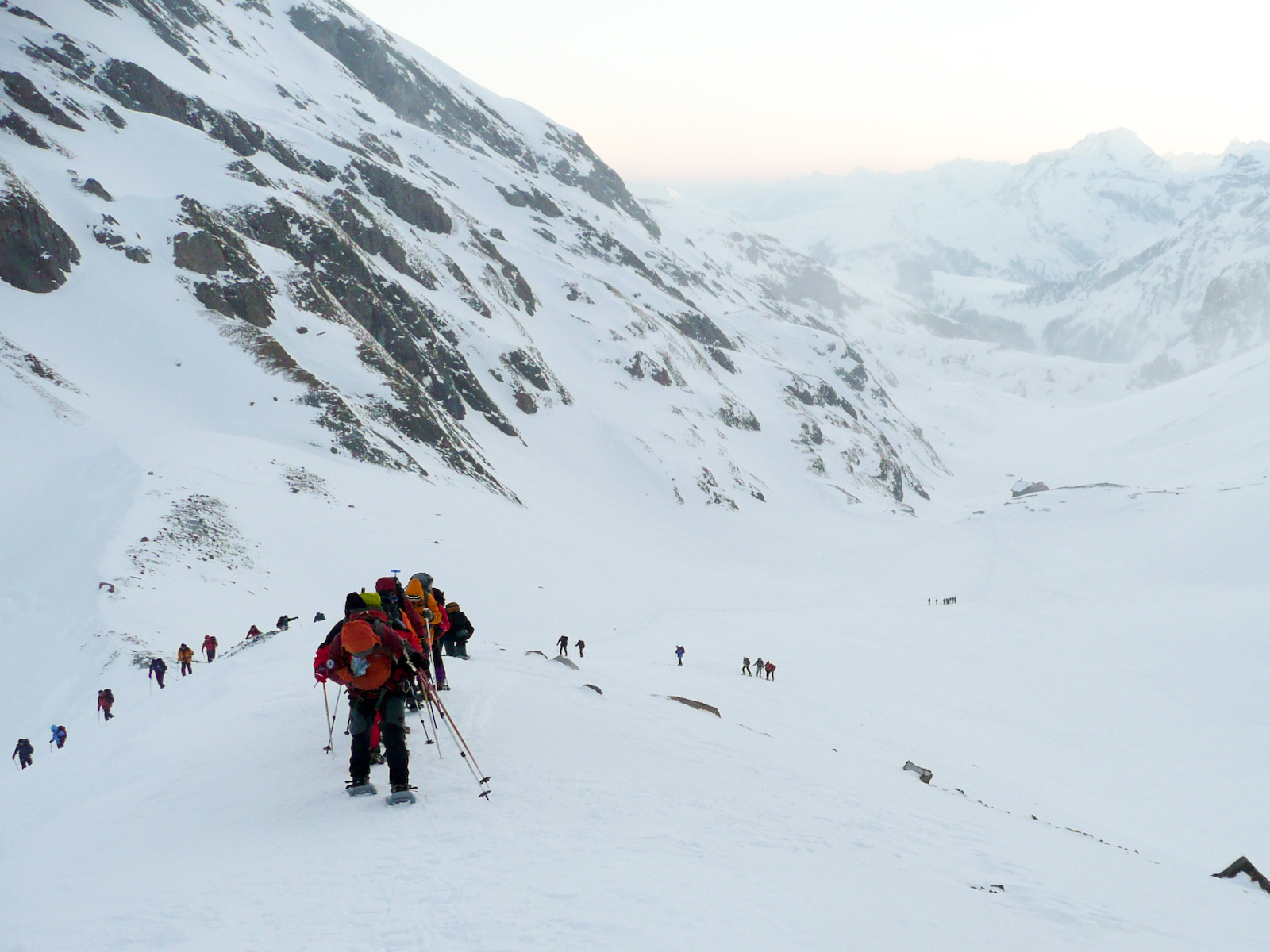
Aufstieg von der Wildhornhütte zum Wildhorn (März 2007)

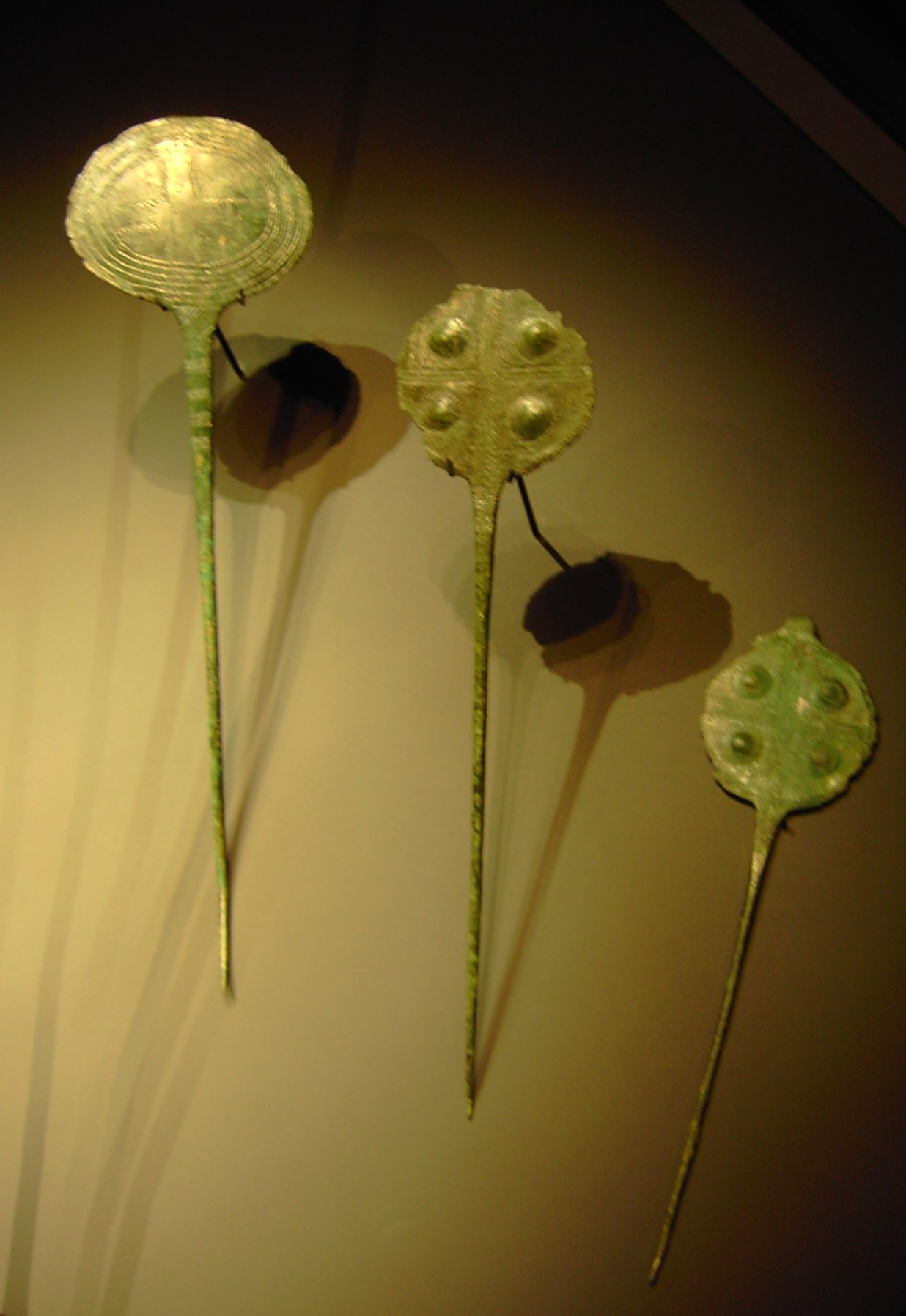
Scheibenkopfnadeln: links aus Saillon (VS); Mitte die Nadel vom Schnidejoch, rechts aus Bex (VS)

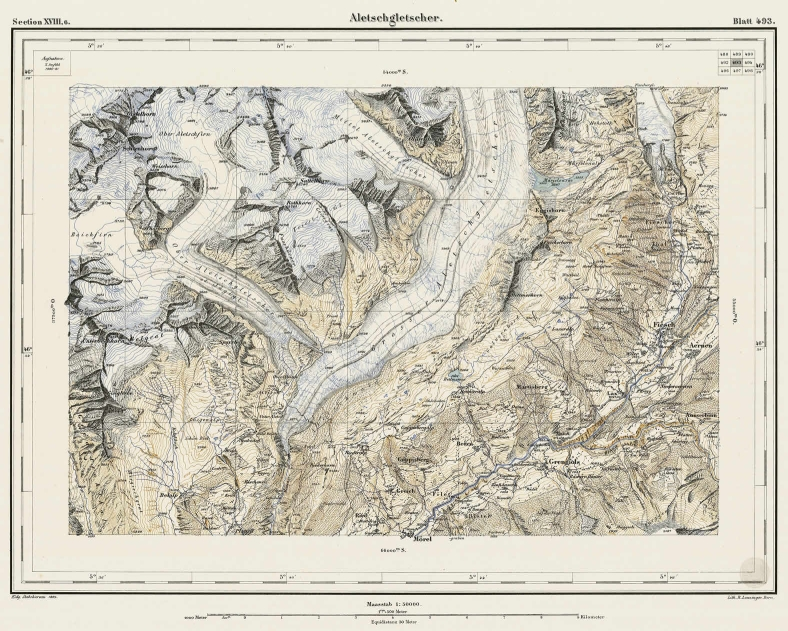
Das Gebiet um den Aletschgletscher auf dem Siegfriedatlas (1882)

Das Schnidejoch ist ein seit der Jungsteinzeit genutzter Saumpfad und Gebirgspass im Wildhornmassiv in den westlichen Berner Alpen. Über den Bergsattel, der mit der Höhe von 2756 m ü. M. auf der Europäischen Hauptwasserscheide liegt, führt ein Weg zwischen dem Tal der Liène mit dem Stausee Lac de Tseuzier auf der Südseite, im Kanton Wallis, und dem Simmental im Berner Oberland mit den Ortschaften Lauenen und Gstaad. Die Nordseite befindet sich im Landschaftsschutzgebiet «Gälte - Iffigen» des Bundesinventars der Landschaften und Naturdenkmäler von nationaler Bedeutung.
Der hoch gelegene Bergpass Schnidejoch gilt als eine der wichtigsten archäologischen Fundstätten in den Hochalpen. Seit dem Hitzesommer 2003 kamen unter einem schmelzenden Eisfeld zahlreiche Einzelfunde zum Vorschein, deren älteste mehr als 6500 Jahre alt sind. Die Objekte gehörten wohl jungsteinzeitlichen Jägern und Sammlern, die den Pass benützten. Gemäss einer Mitteilung im Jahr 2008 an der internationalen Tagung von Archäologen und Klimatologen in Bern wurden 46 jungsteinzeitliche Fundstücke von der ETH Zürich mit Hilfe der Radiokohlenstoffdatierung rund 1500 Jahre älter datiert, als bisher angenommen worden war. Die Objekte aus Leder, Bast und Holz sind die ältesten Funde dieser Art in den Alpen und damit rund 1000 Jahre älter als die bei der Gletscherleiche Ötzi in Südtirol entdeckten Gegenstände.

## Lage
Der Passübergang liegt zwischen dem Schnidehorn und dem Wildhorn, im Grenzgebiet der Schweizer Kantone Bern und Wallis, rund acht Kilometer Luftlinie von Lauenen (nördlich) und rund 15 Kilometer Luftlinie von Sitten (südlich) entfernt. Etwa einen Kilometer nördlich liegt die Wildhornhütte (2303 m ü. M.), ein Etappenpunkt verschiedener Bergtouren. Der Zugang im Norden führt aus dem Simmental durch das Tal am Iffigbach. Der Weg auf der Südseite der Wasserscheide führt von Der Alp Tseuzier steil über Felsterrassen und Schutthalden, am Bergsee Lac de Téné vorbeu, zum Passübergang.
In geologischer Hinsicht besteht das Felsmassiv am Schnidejoch aus stark verfalteten und verkarsteten Sedimentgesteinen des Helvetikums, die unter dem Begriff der Wildhorndecke zusammengefasst werden.

## Geschichte
Das Schnidejoch diente seit der Jungsteinzeit als Passübergang. Im Dritten Jahrtausend vor Christus und bis etwa 1750 vor Christus herrschte im Alpenraum ein vergleichsweise mildes Klima, mit vermutlich 0,5 bis maximal 2 °C höheren Sommertemperaturen als Mitte der 2000er Jahre und den damit verbundenen Wetterunbilden. Die Funde vom Schnidejoch belegen, dass sich die Gletscher zeitweise so weit zurückgezogen hatten, dass Menschen den Hochgebirgspass zumindest im Sommer überqueren konnten. Eine erneute Klimaänderung und damit ein Gletschervorstoss folgte um 850 vor Christus Erst nach 150 vor Christus setzte wieder eine längere Warmphase ein, die bis am Ende des 4. Jahrhunderts nach Christus andauerte. Darauf folgte wieder eine Kaltphase, die durch einen Gletschervorstoss vermutlich die Passüberquerung verhinderte.
Am Schnidejoch gefundene Schuhfragmente belegen die erneute Nutzung während der mittelalterlichen Warmzeit im 14. und 15. Jahrhundert. Im 16. Jahrhundert verschloss der Gletschervorstoss während der Kleinen Eiszeit den Passübergang erneut. Das Kartenblatt 472 des Siegfriedatlas belegt in der Ausgabe von 1882, dass der Gletscher am Ende der «Kleinen Eiszeit» (1550–1850) noch weit über das Schnidejoch hinaus auf die Südseite reichte und somit eine Überquerung des Bergsattels verhinderte. Die jüngsten menschlichen Hinterlassenschaften auf dem Schnidejoch stammen aus der ersten Hälfte des 20. Jahrhunderts, und erst der rasant zunehmende Gletscherrückgang der letzten zwei Jahrzehnte ermöglichte wieder die eisfreie Überquerung. Die Tatsache, dass sich Leder aus dem späten Neolithikum bis 2003 in einem Relikt des Tungelgletschers erhalten hatte, impliziert, dass die Eisbedeckung am Schnidejoch mittlerweile geringer ist als in den letzten 5000 Jahren.

## Archäologie und Klimageschichte
Seit dem Hitzesommer 2003 gibt das schmelzende Eisfeld am Schnidejoch vor- und frühgeschichtliche Kleidungsstücke und Ausrüstungsgegenstände frei. Die Funde bezeugen einen vergessenen Passübergang und leisten einen wesentlichen Beitrag zur Erforschung der Klimageschichte.
Weltweit bekannt wurde das Schnidejoch, als am 17. September 2003 ein Ehepaar aus Thun etwa 200 Meter unterhalb des Schnidejochs ein auffälliges Objekt aus Birkenrinde entdeckte und es dem Historischen Museum Bern respektive dem Archäologischen Dienst des Kantons Bern (ADB) zur Begutachtung übergab. Die Archäologen identifizierten das Fundstück als Fragment eines Pfeilköchers. Eine erste C14–Datierung erbrachte ein Alter des Objekts von rund 5000 Jahren. Der Archäologische Dienst des Kantons Bern untersuchte wegen des hohen Alters der Funde in den Sommern 2004 und 2005 das Gebiet am Schnidejoch systematisch. Im schmelzenden Eisfeld und seiner Umgebung wurden rund 400 Objekte bzw. Fragmente aus einem zeitraum von 6500 Jahren gefunden. Sowohl Holzfunde als auch vergängliche organische Materialien hatten im Eis überdauert. Leder- und Textilienreste wurden entweder direkt am Eisrand oder nur wenig davon entfernt entdeckt; gegen den zerfall beständigere Knochen und Hölzer fanden sich hingegen in einem weiteren Umfeld, zusammen mit Eisennägeln römischer Dansalen (Caligae) sowie Einzelfunden aus der Bronzezeit und aus dem 14.-15. Jahrhundert.
Für die Archäologie und die Klimatologie ist die Entdeckung von einem ähnlichen Wert wie der Fund des prähistorischen Menschen in Südtirol, der unter dem Namen Ötzi bekannt geworden ist. «Natürlich ist Ötzi sensationeller», meinte Peter Suter, Leiter der Abteilung Ur- und Frühgeschichte beim Archäologischen Dienst in Bern, anlässlich eines Interviews im November 2005. «Aber für die Geschichtsforschung sind diese Funde aus mehreren Jahrhunderten mindestens genauso wichtig.» Sie stellen nicht nur eine Momentaufnahme dar, sondern dokumentieren die zeitliche Abfolge der Besiedlungs- und Klimageschichte in den Zentralalpen.
Durch die Untersuchungen im Gelände gilt Umfeld des Eisfelds am Schnidejoch als vollständig erforscht; die vorhandenen Objekte wurden sichergestellt. Es ist unbekannt, ob in der noch vorhandenen Fläche des kleinen Gletschers oder entlang des Saumpfads noch archäologische Gegenstände zu finden sind.

## Befunde
Die zahlreichen seit 2003 vom Eis freigegebenen Eisfunde stammen sowohl aus prähistorischer als auch aus frühgeschichtlicher Zeit. Sie gelten als einzigartig, weil sie ein neues Licht auf die kulturgeschichtliche Entwicklung der Alpen werfen und zeigen, dass Menschen den in der Neuzeit vergessenen Passübergang vom Berner Oberland in das Wallis in klimatisch günstigen Zeiten rege benützten. Die organischen Funde sind besonders wertvoll, weil ähnliche Objekte anderswo nur selten zum Vorschein kommen. Sie überdauerten die Jahrtausende, weil sie im Hochgebirgsklima unter Schnee und Eis raschkonserviert konserviert wurden und sofort nach dem Auftauen des Eisfeldes gefunden wurden.

### Jungsteinzeit

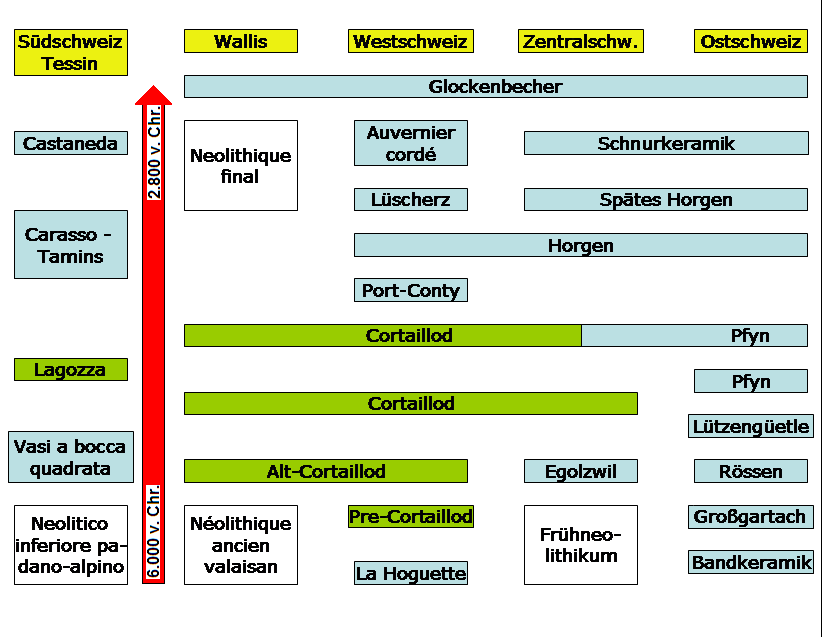
Kulturenfolge in der Schweiz

Der Archäologische Dienst des Kantons Bern fand eine grössere Zahl verstreuter Überreste von Kleidern und Ausrüstungsgegenständen. Diese ergaben nach und nach die fast vollständige Ausrüstung eines neolithischen Jägers, die im Gegensatz zu Ötzi aber nicht zweifelsfrei einer einzigen Person zugeordnet werden können.
Etwa die Hälfte aller C14–datierten Objekte stammt gemäss der ersten Untersuchung von 2004 bis 2005 aus dem Zeitraum zwischen 2900 und 2600 vor Christus, also aus der Epcoeh der Schnurkeramikkultur. Nach einer 2008 publizierten Analyse wurden 46 Fundstücke in die Zeit um 4500 vor Christus datiert.

#### Köcher, Bogen und Pfeile
Zu den ältesten Fundstücken gehören ein Köcherfragment aus Birke, eine 2004 gefundene Rindenbahn, die als Schutz des Pfeilköchers diente, und zwei im untersten Köcherteil steckende gestielte Pfeilspitzen aus Silex. Ein weiteres Fundstück ist ein Bogen aus Eibe von 160 Zentimetern Länge. Dazu kommen Fragmente von drei rund 80 Zentimeter langen Pfeilen aus Schneeballruten, die zum Köcher gehört haben könnten.

#### Fundstücke aus Leder
Eine Reihe grösserer und kleinerer Leder- und Riemenfragmente stammt von vermutlich vier verschiedenen neolithischen Schuhen. Das am besten erhaltene Stück ermöglichte die Rekonstruktion eines einfachen Schuhs, der vermutlich aus frischer Tierhaut direkt am Fuss des Trägers zugeschnitten wurde. Marquita Volken von der Fachstelle für Schuhkunde und historische Lederarbeiten in Lausanne setzte unter dem Mikroskop die einzelnen Lederlappen zusammen, zeichnete ein Modell des Schuhs und fertigte eine Replik an. Die Fachstelle restaurierte auch die fragmentarischen Lederteile von römischen Sandalen und eine mittelalterliche Schuhsohle.
Ein kleines, zerknülltes Lederstück erwies sich als das 70 cm × 60 cm messende Fragment eines Beinkleids mit Längsnaht und einer Flickstelle; als Faden diente Lindenbast. In den geschützten Falten des Hosenbeins fanden sich kleine Partikel, die möglicherweise von menschlicher Haut stammen, was eine DNA-Analyse aber nicht bestätigte. Die Lausanner Fachstelle untersuchte auch diese Lederreste. Nun wird versucht, die steinzeitliche Gerbetechnik nachzuahmen (Experimentelle Archäologie) und herauszufinden, mit welchen Techniken und Werkzeugen die Häute bearbeitet wurden. Aus der Porengrösse der Haut lässt sich die Tierart erschliessen, von der das Leder stammt. Beim Beinkleid ergb sich kein eindeutiger Befund: Ziege oder Schaf. Angela Schlumbaum, Paläogenetikerin am Basler Institut für prähistorische und naturwissenschaftliche Archäologie, analysierte daraufhin ein etwa daumennagelgrosses Stück der Lederhose, um daraus das – durch das Gerben beschädigte und üblicherweise nach so langer Zeit zu Bruchstücken zerfallene – Erbgut für eine DNA-Analyse zu sequenzieren. Die Analyse konnte die Probe eindeutig einer bestimmten Ziegen-Rasse zuordnen, die heute hauptsächlich in Asien verbreitet ist und vermutlich in jungsteinzeitlicher Zeit auch in der Schweiz lebte.

#### Fellreste
Zwei Fellreste sind schwer zu identifizieren: Die vorläufige Untersuchung mittels Rastersondenmikroskopie weist auf Equiden, Pferd oder Esel, hin, aber auch ein Rind konnte nicht ausgeschlossen werden. Sollte eine DNA-Analyse bestätigen, dass es sich tatsächlich um Equiden handelt, wäre dies wohl der Nachweis einer frühen Form der Domestizierung.

### Bronzezeit

#### Einzelfunde
Ein aus mehreren Teilen zusammengenähtes Holzobjekt wird als Spanschachtel aus der frühen Bronzezeit interpretiert.
Auffallend häufig fanden sich verdrehte Ast- und Zweigfragmente sowie Ringe aus verschieden dicken Zweigen, welche zu Bindungen gehörten, mit denen Lasten zusammengehalten und/oder an den Saumtieren festgebunden wurden. Dies weist auf einen regelmässigen Warentransport über die Alpen hin. Bastgeflechte stammen vermutlich von Kleidern. Dazu gehört ein Fragment eines Umhangs, wie ihn auch die Gletschermumie vom Tisenjoch trug.

#### Handelsroute über die Alpen
Als Folge des milden Klimas zwischen dem 3. Jahrtausend und 1750 v. Chr. war der Übergang über das Schnidejoch zumindest im Sommer passierbar und stellte zusammen mit dem Simplonpass (2006 m ü. M.) die kürzeste Verbindung zwischen Norditalien und dem Berner Oberland dar.
Die frühbronzezeitlichen Gräber des Rhonetals und der Region um den Thunersee deuten auf eine direkte Verbindung zwischen dem Wallis und dem Berner Oberland hin. Der Fund einer mit feinen Ritzlinien verzierten bronzenen Scheibenkopfnadel mit einer Länge von 23 cm aus der Zeit zwischen 2000 und 1750 vor Christus untermauert diese Vermutung. Ähnliche Gewandnadeln wurden auch in Gräbern in Ayent am Südhang des Schnidejochs, in Saillon (um 1600 v. Chr.) und in Bex gefunden. Zwischen 1000 und 600 vor Christus traten solche verzierten Nadeln, die Sonnenblumennadeln (englisch Sunflower Pins) genannt werden, in Irland auf.

### Römische Epoche

#### Einzelfunde
Aus der Zeit um Christi Geburt stammt ein etwa fünf Zentimeter breites Fragment aus weisser Schafwolle, das wahrscheinlich zum Gürtel einer römischen Tunika gehörte. Die Qualität der Wolle entspricht heutigen Erzeugnissen aus der Wolle von Merinoschafen.

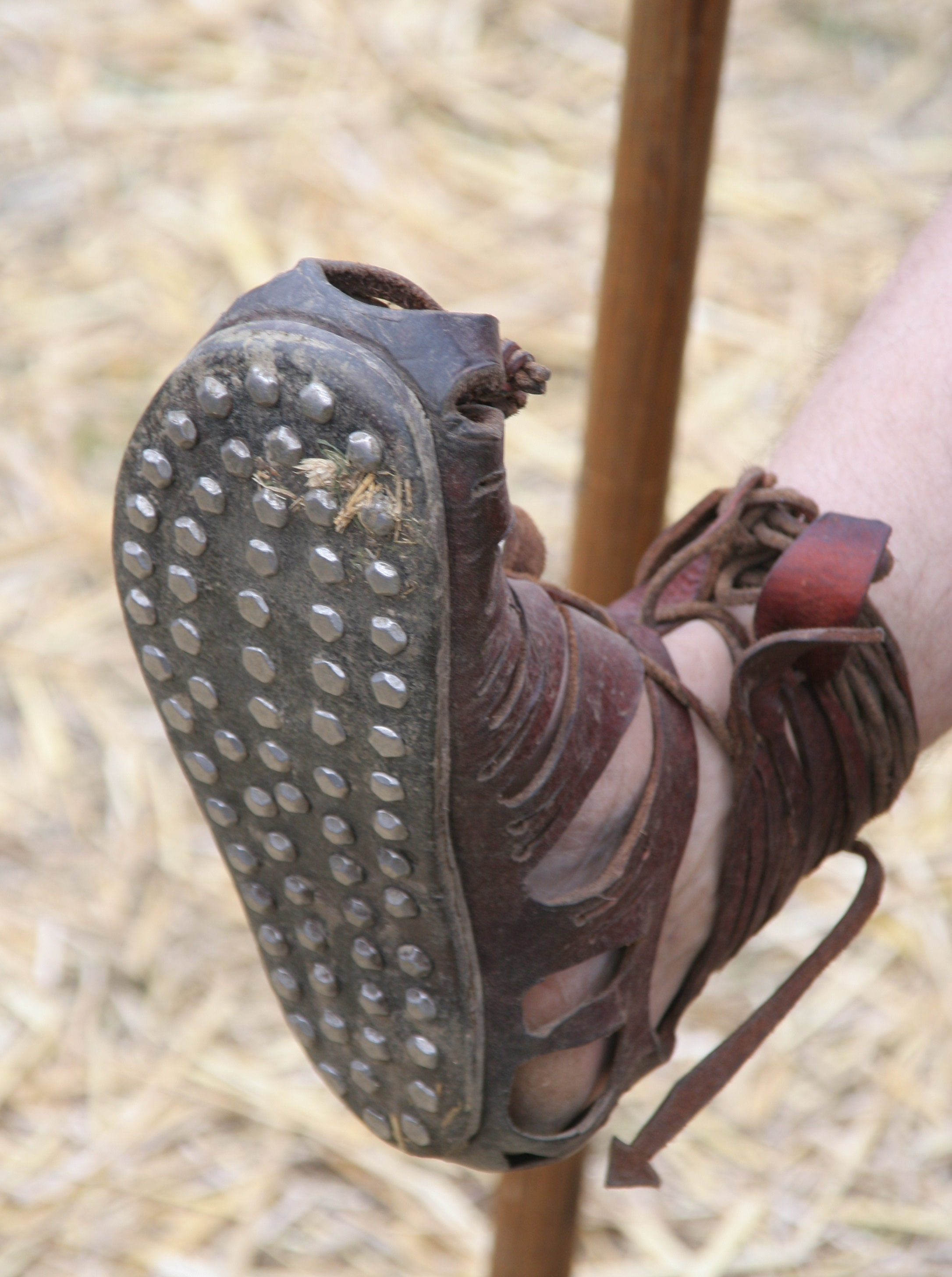
Mit Nägeln beschlagene Sohle der Caligae

Der Archäologische Dienst des Kantons Bern fand eine römische Fibel aus dem späten 1. oder frühen 2. Jahrhundert nach Christus. Im Eisfeld und seiner Umgebung lagen dem vermutleten Saumpfad entlang rund 100 Schuhnägel, die bei der Passüberquerung verloren gingen und von Sandalen römischer Soldaten oder von Säumern stammen könnten, sowie ein Schuhfragment aus dem letzten Drittel des 1. Jahrhunderts nach Christus.

#### Bezüge zu anderen Fundorten
Die Funde lassen auf eine intensive Nutzung des Passübergangs auf dem Weg von Oberitalien in das schweizerische Mittelland auch in römischer zeit schliessen. In den 1980er Jahren wurde eine am nördlichen Passfuss am Westufer des Iffigsees auf 2065 m ü. M. gefundene römische Herberge (Mansio) teilweise erforscht. Von dort aus konnte der Weg vom Schnidejoch ins Rhonetal in einem Tagesmarsch bewältigt werden. Ein 1941 gefundener Sesterz des Commodus’ (187/188 n. Chr.) stammt aus der Nähe der Wildhornhütte, etwa auf halbem Weg zwischen dem Iffigsee und dem Schnidejoch. Eine Silbermünze (Denarius) aus der Zeit von Caracalla (201–206) lässt den Schluss zu, dass der Passübergang über das Schnidejoch zu Beginn des 3. Jahrhunderts vermutlich noch begehbar war.

### Mittelalter
Aus dem 14. oder dem 15. Jahrhundert stammen Fragmente einer mittelalterlichen Schuhsohle aus Leder.

## Rezeption
Im Rahmen der Wechselausstellung «Die Pfahlbauer – Am Wasser und über den Alpen» wurden die auf dem Schnidejoch gefundenen Artefakte im Jahr 2014 im Bernischen Historischen Museum ausgestellt. Die mittlerweile restaurierte beziehungsweise mit Nachbildungen ergänzte Ausrüstung des Jägers vom Schnidejoch bildeten den Höhepunkt der Ausstellung mit insgesamt 460 weiteren Exponaten.